# George Tanev
George Tanev (Bulgaars: Георги Танев) (Sofia, 28 mei 1983) is een Bulgaars autocoureur.

## Carrière
In 2008 won Tanev het Bulgarian Touring Car Championship in een BMW 320si. Later in 2008 maakte hij zijn debuut in het World Touring Car Championship voor het eveneens Bulgaarse Petrol GT Racing Team. Hij nam enkel deel aan de raceweekenden op de Motorsport Arena Oschersleben, het Autodromo Enzo e Dino Ferrari en het Autodromo Nazionale Monza, terwijl hij op het Circuito da Guia terugkeerde voor het team Scuderia Proteam Motorsport als vervanger van Stefano D'Aste. Met een achttiende plaats op Imola als beste resultaat bleef hij puntloos, maar eindigde hij wel als elfde in het independentskampioenschap. Ook nam hij deel aan de European Touring Car Cup voor Petrol GT op de Salzburgring, waar hij met een negende plaats en een uitvalbeurt als elfde in het kampioenschap eindigde.
In 2009 keerde Tanev terug in het WTCC voor Proteam in de eerste drie raceweekenden op het Autódromo Internacional de Curitiba, het Autódromo Miguel E. Abed en het Stratencircuit Marrakesh. Met twee achttiende plaatsen als beste resultaat stapte hij uit het WTCC.